# Дильдабекова, Ултай
Ултай Дильдабекова (каз. Ұлтай Ділдәбекова; 1929 год, колхоз «Кзыл-Тан», Арысский район, Южно-Казахстанская область, Киргизская АССР, РСФСР, СССР) — колхозница, звеньевая колхоза «Пахта-Арал», Герой Социалистического Труда (1948).

## Биография
Родилась в 1929 году в колхозе «Кзыл-Тан» Арысского района. В 1940 году вступила в колхоз «Пахта-Арал» Ильичёвского района Джамбулской области. С 1943 года работала звеньевой молодёжного хлопководческого звена.
В 1947 году звено, которым руководила Ултай Дильдабекова, собрало по 85,5 центнеров хлопка-сырца с каждого гектара. За получение высоких урожаев хлопка в 1947 году удостоена звания Героя Социалистического Труда указом Президиума Верховного Совета СССР от 27 мая 1948 года с вручением ордена Ленина и золотой медали «Серп и Молот».
В 1960 году была назначена заместителем председателя районного исполкома Ильичёвского поселкового совета народных депутатов. В 1965 году избрана председателем райисполкома Ильичёвского совета народных депутатов.
Награды
- Герой Социалистического Труда.
- Орден Ленина (1948).